# Makatea (geología)
Makatea es la formación coralina que se produce en una isla realzada por movimientos tectónicos o por el efecto de un segundo punto volcánico caliente. El término existe en diversas lenguas polinesias (Tuamotu, islas Cook), es el origen del nombre de la isla de Makatea, y se ha adoptado internacionalmente para designar este tipo de isla.
Generalmente, se trata de antiguos atolones que se han elevado. De hecho, la depresión interior es la antigua laguna del atolón. El coral elevado queda fosilizado y, a menudo, forma acantilados abruptos con muchas grutas y cuevas.
Algunas, estas islas (Nauru, Banaba o Makatea) fueron explotadas por su fosfato, formado por la acumulación, durante miles de años, de depósitos de guano en su depresión interior.

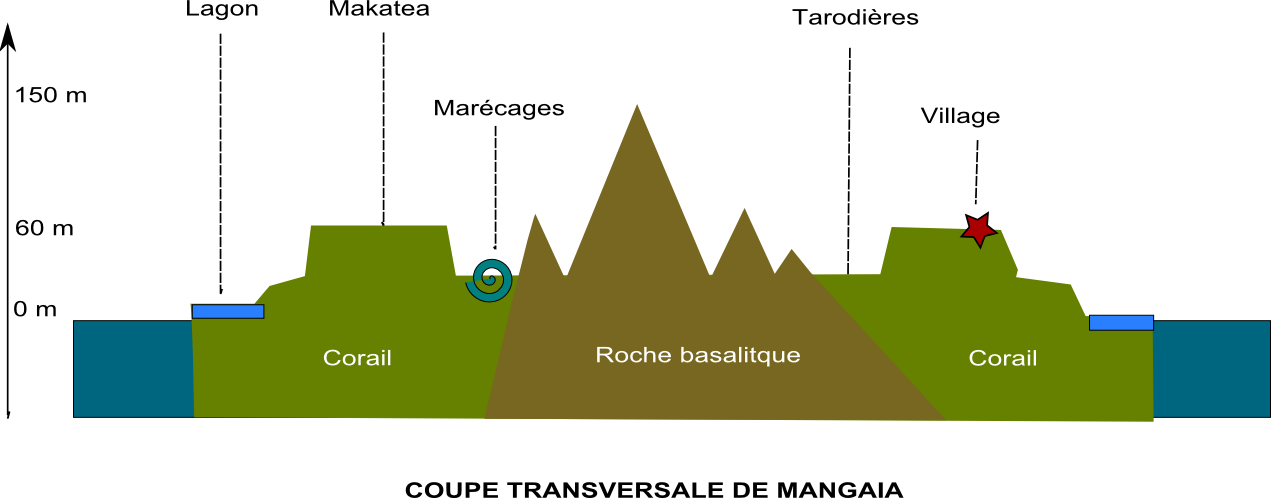
Corte transversal de Mangaia: laguna, makatea, marismas, cultivos de taro y aldea.

## Islas formadas de makatea
- Polinesia
  - Polinesia Francesa
    - Makatea
    - Rurutu

  - Islas Cook
    - Atiu
    - Mangaia
    - Mauke
    - Mitiaro
    - Takutea
- Micronesia
  - Banaba
  - Nauru
- Melanesia
  - Islas de la Lealtad
    - Lifou
    - Maré

- Datos: Q7285116